# Dipsas palmeri
Dipsas palmeri – gatunek niejadowitego węża z rodziny połozowatych (Colubridae). Występuje na wschodnich stokach Andów w Ekwadorze oraz północno-zachodnim Peru. Prowadzi nocny tryb życia.

## Systematyka
Takson ten po raz pierwszy zgodnie z zasadami nazewnictwa binominalnego opisał w 1912 roku George Albert Boulenger na łamach „The Annals and magazine of natural history”. Autor nadał gatunkowi nazwę Leptognathus palmeri. Jako miejsce typowe podał El Topo nad rzeką Pastaza (w prowincji Tungurahua w Ekwadorze). Holotyp (samiec) ma oznaczenie BMNH 1946.1.20.77. Dipsas palmeri bywał niekiedy synonimizowany z Dipsas peruana, ale w 2018 roku Arteaga i inni przywrócili mu status gatunku.

### Etymologia
- Dipsas: gr. ὀλίγος dipsas, διψαδος dipsados „jadowity wąż, którego ukąszenie wywołuje silne pragnienie”[5].
- palmeri: Mervyn George Palmer (1882–1954) – angielski przyrodnik i podróżnik, twórca kolekcji dla Muzeum Historii Naturalnej w Londynie, w czasie której kompletowania odkrył 60 nowych gatunków zwierząt[4]; to z jego kolekcji pochodził holotyp[2].

## Morfologia
Jest to niewielki wąż o krótkiej czarnej głowie, spłaszczonym pysku, dosyć dużych wyłupiastych oczach o czarnych tęczówkach i czarnych źrenicach. Ma jasnobrązowe ubarwienie z charakterystycznymi czarniawymi owalnymi plamami o białych krawędziach w liczbie od 32 do 41. Plamy te w przedniej części ciała są szersze, a w tylnej węższe. Gatunek ten jest najbardziej podobny do Dipsas catesbyi i Dipsas pavonia.
Wymiary:
|                          | Samiec   | Samica   |
| Długość całkowita (mm)   | 1297     | 1187     |
| Długość SVL (mm)         | 907      | 887      |
| Długość TL (mm)          | 390      | 300      |
| Łuski grzbietowe (rzędy) | 15/15/15 | 15/15/15 |
| Tarczki brzuszne         | 172–202  | 181–200  |
| Tarczki podogonowe       | 91–118   | 86–102   |

## Występowanie
Dipsas palmeri występuje we wschodnich podgórzach Andów w Ekwadorze i Peru, na południe od doliny rzeki Jatunyacu-Napo w Ekwadorze i na północ od depresji Huancabamba w Peru, na wysokościach około 255–2355 m n.p.m. W Ekwadorze występuje w prowincjach Tungurahua, Morona Santiago, Napo, Orellana, Pastaza, Sucumbíos i Zamora Chinchipe.

## Ekologia i zachowanie
Gatunek ten występuje w tropikalnych lasach górskich i lasach mglistych, ale spotykany jest także na obrzeżach lasów, pastwiskach i w pobliżu osad ludzkich. Prowadzi nocny tryb życia. Żeruje w godzinach nocnych na roślinności na wysokości do 3,5 m nad ziemią oraz na poziomie gruntu. W ciągu dnia znajdowano je zwinięte w ściółce z liści. Dieta tego gatunku składa się głównie ze ślimaków.

## Status
W Czerwonej księdze gatunków zagrożonych IUCN Dipsas palmeri nie jest obecnie klasyfikowany.